# Ватер, Юрий Лазаревич
Юрий Лазаревич Ватер (1917, Рига — 13 февраля 1944, д. Шендеровка) — советский политработник, погиб оказавшись в окружении.

## Биография
Родился в 1917 году в городе Риге. Еврей. В 1939 году закончил Латвийский университет.
До присоединения Латвии к СССР работал в подпольной комсомольской организации в Риге, член ВКП(б) с 1940 года.
Участник Великой Отечественной войны с августа 1941 года, военфельдшер 220-го артиллерийского полка, 201-й Латвийской стрелковой дивизии.
Весной 1942 года был в боях под Москвой у города Старая Русса при оказании помощи раненым сам был тяжело ранен, однако, не покинул поста, а перевязал ещё 15 раненых и только когда все были доставлены в санчасть покинул поле боя. Награждён Орденом Красной Звезды.
С 1943 года — гвардии капитан, старший инструктор 7-го отдела политуправления 1-го Украинского фронта.
В феврале 1944 года, когда в ходе Корсунь-Шевченковской операции большое число немецких войск оказались в «котле», Ватер в районе села Шендеровка со звуковещательной установкой вёл а работу по оповещению окруженных войск противника о бесполезности сопротивления, выступая парламентером по предъявлению ультиматума о сдаче в плен. Но при попытке прорыва противника сам с группой бойцов оказался в окружении и в течение двух суток вёл бой, был тяжело ранен, остался прикрывать отход своих, был схвачен немцами и казнён.

лично уничтожил не менее 20 гитлеровцев. При этом он был ранен в шею, но отказался от отдыха и после перевязки снова пошел в бой. Всю ночь он продолжал вести бой… трижды вел своих бойцов в атаку, и во время третей атаки был тяжело ранен в живот…. Несмотря на ранения тов. Ватер, стреляя через окно из пулемёта, задерживал эсэсовцев…— из наградного листа за подписью политупраления 1-го Украинского фронта Шатилова
Посмертно был представлен к званию Героя Советского Союза, награждение было утверждено Военсоветом фронта, но награждён Орденом Ленина (21.06.1944).
Захоронен в братской могиле у села Шендеровка, в самом селе в честь него установлен обелиск.

## Семья
Сестра — Ева Ватер (1922—2018). Во время Великой Отечественной войны была медсестрой в 201-й Латышской пехотной дивизии Красной Армии, а начиная с октября 1942 года — в 43-й Латышской пехотной дивизии. После войны получила высшее медицинское образование, и в течение следующих сорока лет работала врачом. После выхода на пенсию в 1992 году была историком-любителем, изучала историю латвийских евреев и опубликовала несколько книг на эту тему. С 1997 года жила в Израиле. Её сын Юрий Ватер (род. 1954) — профессор кафедры анестезиологии и периоперационной медицины медицинского центра им.Милтона С. Херши, штат Пенсильвания, США.